# Giovanni Rebolino
Giovanni Rebolino (Rivarolo Ligure, 17 luglio 1908 – ...) è stato un calciatore italiano, di ruolo attaccante.

## Carriera
Cresciuto nella Rivarolese, fu ceduto al Rapallo Ruentes e poi per due stagioni al Taranto. Rientrato a Rivarolo, fu posto in lista di trasferimento, e in seguito giocò in Serie A con Triestina e Sampierdarenese.
Con la maglia degli alabardati si distinse il 2 novembre 1930, nella vittoria interna contro l'Ambrosiana per 5-0, quando fu autore di una tripletta ai danni dei milanesi.

## Palmarès

### Club

#### Competizioni nazionali
- Serie B: 1

Sampierdarenese: 1933-1934